# Miroslav Kokotović
Miroslav „Mirko“ Kokotović (* 15. April 1913 in Lukavac; † 15. November 1988 in Zagreb) war ein jugoslawischer Fußballspieler und -trainer. Als Spieler zählt er zu den wichtigen Persönlichkeiten von Dinamo Zagreb. So wurde er mit Dinamo als Spieler drei Mal nationaler Meister und ein Mal jugoslawischer Pokalsieger. Zudem gehörte er zum Kader jener Mannschaft, die in der Saison 1939/40 zum ersten Mal in der Vereinsgeschichte das jugoslawische Double-Sieg holen konnte. Er arbeitete einen Teil seiner Trainerkarriere in der Türkei und führte Fenerbahçe Istanbul zur dritten Türkischen Meisterschaft der Vereinsgeschichte. Damit wurde er auch der erste jugoslawische Trainer, der die türkischen Meisterschaft holen konnte.

## Spielerkarriere

### Verein
Kokotović begann seine aktive Fußballkarriere 1929 beim Zagreber Sportklub HŠK Građanski Zagreb. Mit diesem Verein gewann er in den Spielzeiten 1936/37, 1939/40 die jugoslawische Meisterschaft und in der Saison 1940 den jugoslawischen Pokal. Damit war er auch Teil jener Mannschaft, die zum ersten Mal in der Vereinsgeschichte das jugoslawische Double-Sieg holen konnte.
Für HŠK Građanski spielte er auch während des Zweiten Weltkriegs. Nach dem deutschen Überfall auf Jugoslawien 1941 und damit einhergehend der Gründung des Unabhängigen Staates Kroatien begann Kokotović mit seinem Verein in den provisorisch erstellen kroatischen Ligen wie die Liga der Banschaft Kroatien, Kroatische Oberliga oder Kroatische Staatsliga zu spielen.
Nach Kriegsende wurde Kroatien eine von sechs Teilrepubliken (Sozialistische Republik Kroatien) der neu gegründeten Föderativen Volksrepublik Jugoslawien. Nach diesen politischen Entwicklungen musste sich der jugoslawische Fußball erst neu formieren. Nachdem 1946 die 1. jugoslawische Fußballliga wieder ihren regulären Spielbetrieb mit Vereinen aufnehmen sollte, wurde Kokotovićs Verein Građanski Zagreb in Dinamo Zagreb umbenannt. Unter dem neuen Namen holte Kokotovićs Mannschaft in der Saison 1947/48 die jugoslawische Meisterschaft. Nach dieser Meisterschaft beendete er seine Karriere.

### Nationalmannschaft
Kokotović gab am 2. Oktober 1931 im Testspiel gegen die Türkische Nationalmannschaft sein Länderspieldebüt für die jugoslawische Nationalmannschaft. Für diese Nationalmannschaft absolvierte er bis zum Jahr 1939 23 Länderspiele und erzielte dabei vier Tore. In der Partie vom 7. Juni 1933 gegen Bulgarische Auswahl gelang Kokotović dabei ein Hattrick.
Nach der kriegsbedingten Zerstückelung Jugoslawiens und der Gründung Kroatiens begann Kokotović ab 1940 für die neu gegründete Kroatische Nationalmannschaft zu spielen. Er führte im ersten Spiel dieser Auswahl, welches am 21. April 1940 gegen die Schweizer Nationalmannschaft gespielt wurde, die Mannschaft als Kapitän aufs Feld. Bis ins Jahr 1944 absolvierte er 14 weitere Spiele für Kroatien. In insgesamt 15 Spielen trug er acht Mal die Kapitänsbinde.
Nach dem Ende des Weltkrieges und der Neuformierung der jugoslawischen Nationalmannschaft wurde Kokotović für die Auswahl nicht mehr berücksichtigt.

## Trainerkarriere
Direkt im Anschluss an seine Fußballspielerkarriere übernahm Kokotović seinen alten Verein Dinamo Zagreb als Cheftrainer. Anschließend trainierte er in Jugoslawien NK Olimpija Ljubljana, FK Borac Banja Luka, NK Lokomotiva Zagreb, NK Varaždin und NK Kozara Slavonski Brod.
Im Sommer 1962 wurde Kokotović beim türkische Verein Fenerbahçe Istanbul als neuer Cheftrainer eingestellt. In seiner ersten Saison für Fenerbahçe, der Saison 1962/63, beendete er mit seiner Mannschaft die Liga als Tabellendritter und wurde zudem Türkischer Pokalfinalist. In der Saison 1963/64 lieferte sich Kokotović' Team mit dem amtierenden Meister und Erzrivalen Galatasaray Istanbul ein Kopf-an-Kopf-Rennen um die türkische Meisterschaft. Dieses Rennen entschied schließlich Fenerbahçe mit einem Punkt Vorsprung für sich. Trotz dieses Erfolges verlängerte Fenerbahçe den im Sommer 1964 zu Ende gehenden Vertrag von Kokotović nicht und ersetzte ihn durch den Engländer Oscar Hold.
Nach seinem Abschied von Fenerbahçe trainierte er noch die Vereine AEK Athen, FK Velež Mostar und Austria Klagenfurt.

## Erfolge

### Als Spieler
Mit HŠK Građanski Zagreb
- Jugoslawischer Meister: 1936/37, 1939/40
- Jugoslawischer Vizemeister: 1938/39
- Jugoslawischer Pokalsieger: 1940

Mit Dinamo Zagreb
- Jugoslawischer Meister: 1947/48
- Jugoslawischer Vizemeister: 1946/47

### Als Trainer
Mit Fenerbahçe Istanbul
- Türkischer Meister: 1963/64
- Türkischer Pokalfinalist: 1962/63